# 組成列
組成列（そせいれつ、英: composition series）は、抽象代数学における概念の一つであり、与えられた群や加群といった代数的構造を、代数的により単純な構造の単純群や単純加群に分解する手掛かりを与えるものである。組成列が存在するという条件は、有限個の単純（加）群の直積（直和）に書けるという条件よりも弱い。また、組成列が存在すれば、それはある意味で一意的である。

## 概要
群の組成列の定義は次のとおりである。群 G が相異なる部分群の有限列
{\displaystyle G=G_{n}\supsetneq \cdots \supsetneq G_{0}=1}
を持ち、各添字 1 ≤ i ≤ n について Gi−1 は Gi の正規部分群であり (Gi ⊵ Gi−1)、剰余群 Gi/Gi−1 が単純群であるとき、この部分群の有限列 (Gi)0≤i≤n を組成列と呼び、剰余群の列 (Gi−1/Gi)1 ≤i≤n を剰余因子群または組成因子と呼ぶ。また、部分群の個数 n を組成列の長さと呼ぶ。
上の定義においては、群 G の各部分群 Gi は、G の正規部分群であること (G ⊵ Gi) は要求されていない。この要求を満たす場合、(Gi)0≤i≤n を主組成列と呼び、G の直積分解を考える上では、こちらの方がより本質的である (クルル・レマク・シュミットの定理参照)。
群 G が有限個の単純群の直積に分解可能な場合、G は完全可約群または半単純群であるという。上の定義から明らかなように、剰余因子群は単純群であり、G が完全可約群であれば、剰余因子群の直積に分解される。
例えば、G を 7元体 Z7 の乗法群  Z7× = {1,2,3,4,5,6} と置けば、G は位数6の巡回群であり、2つの自明でない正規部分群 N1 = {1,2,4}、N2 = {1,6} を持つ。N1 、N2には包含関係は無いので、
G ⊵ N1 ⊵ {1}  および G ⊵ N2 ⊵ {1}  が主組成列となる。G ⊵ N1 ⊵ {1}  の剰余因子群は G/N1 = { N1, 6N1 }  と N1/{1}  = N1  であり、前者は N2  と同型である。G ⊵ N2 ⊵ {1}  の剰余因子群は G/N2  = { N2, 2N2, 4N2 }  と N2/{1}  = N2 であり、前者は N1 と同型である。N1 と N2 の直積 N1 × N2 は位数6の巡回群であり、G と同型である。従って G は剰余因子群の直積に分解されるので、完全可約群ということになる。
しかし、群 G が主組成列を持つ場合でも、必ずしも完全可約群であるとは限らない。これは単純群は直既約群であるが、直既約群は必ずしも単純群ではないという理由による。
例えば、G を 5元体 Z5 の乗法群  Z5× = {1,2,3,4} と置けば、G は位数4の巡回群であり、2と3は G の生成元であるので、N = {1,4} が唯一の自明でない正規部分群である。 主組成列は G ⊵ N ⊵ {1}  であり、剰余因子群は G/N = {N, 4N}  と N/{1}  = N であるが、これらは共に位数2の巡回群であり同型である。この2つの群の直積はやはり位数2の巡回群であり位数4の巡回群である G には一致しない。つまりこの場合の G は完全可約群ではないことになる。
一般に、G を位数が素数のべき乗 pr (p は素数、r は2以上の自然数) である巡回群とすれば、G の自明でない部分群 (G 自身および単位群 1 以外の部分群) の位数は ps (s は 1 ≤ s < r である自然数) であり、これらの部分群をいかに直積で組み合わせても、位数が pr の元 (G の生成元) を含むような群にはならない。したがって、G はこれ以上直積分解できないので直既約群であるが、明らかに自明でない正規部分群を持つので単純群ではない。
群 G が直積分解可能であるか否かにかかわらず、組成列が存在すれば、組成因子は順序と同型の違いを除いて一意的である。つまり、
{\displaystyle G=H_{s}\triangleright \cdots \triangleright H_{0}=1}
{\displaystyle G=K_{t}\triangleright \cdots \triangleright K_{0}=1}
をそれぞれ G の組成列とすれば、s = t であり、剰余群 (Hi−1/Hi)1 ≤i≤s と (Kj−1/Kj)1 ≤j≤t は、適当な s 次の置換 σ によって Hi/Hi−1 ≅ Kσ(i)/Kσ(i)−1 とすることができる (ジョルダン・ヘルダーの定理)。

## 群に対して

### 有限性と極大性
群 G の部分群の列
{\displaystyle G=G_{n}\supseteq \cdots \supseteq G_{0}=1}
が各添字 1 ≤ i ≤ n について Gi ⊵ Gi−1 である場合、(Gi)0≤i≤n を正規鎖 (subnormal series) と呼び、部分群の個数 n を正規鎖の長さと呼ぶ。ただし、組成列と異なり、Gi と Gi−1 の間に Gi の正規部分群が存在する場合も許容され、長さが無限大となる場合も有り得るものとする。
組成列は長さが有限で、その長さが極大である正規鎖であると言える。群 G に組成列が存在するならば、G の任意の正規鎖は感覚的に言えば列に部分群を極大になるまで挿入することによって、組成列に細分できる。つまり、組成列にはもはや「挿入」できる部分群がないということである。
任意の有限群は組成列をもつが、すべての無限群が組成列をもつわけではない。組成列を持つことは一種の有限条件である。
例えば、整数環 Z を加法についての群と見なした場合、組成列を持たない。

### ジョルダン・ヘルダーの定理
群はいくつもの組成列をもつかもしれない。しかしながら、ジョルダン・ヘルダーの定理（カミーユ・ジョルダンとオットー・ヘルダーにちなんで名づけられた）は、与えられた群の任意の組成列は同値であると主張する。つまり、組成列の長さは等しく、組成因子も順序と同型の違いを除いて等しい。この定理はシュライヤーの細分定理を使って証明できる。ジョルダン・ヘルダーの定理はまた超限（transfinite）増大組成列についても正しいが、超限減少組成列に対しては正しくない(Birkhoff 1934)。

### 例
位数 n の巡回群に対して、組成列は n の順序を考慮に入れた素因数分解と関係があり、実は、算術の基本定理の証明をもたらす。
例えば、巡回群 C12 は異なる組成列として
{\displaystyle C_{12}\triangleright C_{6}\triangleright C_{2}\triangleright 1};
{\displaystyle C_{12}\triangleright C_{4}\triangleright C_{2}\triangleright 1};
{\displaystyle C_{12}\triangleright C_{6}\triangleright C_{3}\triangleright 1}
をもつ。
各列から得られる組成因子の列はそれぞれ
{\displaystyle C_{2},C_{3},C_{2}};
{\displaystyle C_{3},C_{2},C_{2}};
{\displaystyle C_{2},C_{2},C_{3}}
である。

## 加群に対して
自然に現れる多くの加群は、上記の必ずしも可換ではない群の場合と同様に、必ずしも完全可約群（半単純加群）ではなく、単純加群の直和に分解できないため、その構造を考える上で組成列は重要な情報を与える手段である。
加群 M の組成列は、となりあった加群の商が単純であるような、部分加群による M の増大する有限のフィルターであり、M の単純部分加群による直和分解の代わりの役割を果たす。ジョルダン・ヘルダーの定理による組成列の一意性は、有限群やアルティン加群の不変量を定義するのに使える。
加群に対する組成列の定義は部分加群のみに着目し、部分加群でない部分加法群は無視する。環 R と R-加群 M が与えられたとき、M の組成列とは部分加群の列
{\displaystyle M=M_{n}\supsetneq \dotsb \supsetneq M_{0}=0}
であり、各 1 ≤ i ≤ n に対し Mi−1 が Mi の極大部分加群であるものである。この場合、（単純）商加群 (Mi/Mi−1)1≤i≤n は M の組成因子と呼ばれる。もし M が組成列をもちさえすれば、M の部分加群の任意の有限真増大列は組成列に細分できる。群のときと同様に、ジョルダン・ヘルダーの定理が成り立ち、M の任意の組成列は同値である。つまり、組成列の長さは等しく、組成因子も順序と同型の違いを除いて等しい。
加群が有限の組成列をもつこととアルティン加群かつネーター加群であることが同値であることはよく知られている。R がアルティン環であれば、任意の有限生成 R-加群はアルティン的かつネーター的なので、有限の組成列をもつ。とくに、任意の体 K に対し、K 上の有限次元多元環上の任意の有限次元加群は同値の違いを除いて組成列を1つもつ。

## 一般化
作用域をもつ群は群に対する群の作用と環の作用を一般化する。(Isaacs 1994, Chapter 10) にあるように群と加群との両方に対して統一的にアプローチすることができ、説明のいくつかが簡単になっている。群 G を集合 Ω から元（作用素）によって作用されていると考える。注意は Ω の元の作用で不変な部分群（Ω-部分群と呼ばれる）のみに制限される。したがって Ω-組成列は Ω-部分群のみを使わなければならず、Ω-組成因子は Ω-単純であるだけでよい。ジョルダン・ヘルダーの定理のような、上記の標準的な結果は、ほとんど同一の証明によって証明される。
特別なケースとして Ω = G であって G がそれ自身に作用しているときがある。重要な例は G の元が共役で作用して作用素の集合が内部自己同型からなるときである。この作用のもとでの組成列はちょうど主組成列である。加群の構造は Ω が環であっていくつか追加の公理を満たすときの Ω-作用のケースである。

## アーベル圏の対象に対して
アーベル圏において対象 X の組成列は部分対象の列
{\displaystyle X=X_{n}\supsetneq \dots \supsetneq X_{0}=0}
であって、（1 ≤ i ≤ n に対して）各商対象 Xi /Xi−1 が単純対象であるようなものである。X が組成列をもてば、整数 n は X のみに依存し、X の長さと呼ばれる。